# Ohio Stadium
Ohio Stadium – stadion sportowy, arena drużyny futbolu amerykańskiego Ohio State Buckeyes. Znajduje się na terenie kampusu Uniwersytetu Stanu Ohio w Columbus. 
Mieści 104 944 widzów, co czyni go trzecim co do wielkości stadionem w Stanach Zjednoczonych i szóstym na świecie. Jest znany jako The Horseshoe (podkowa), z powodu otwartego południowego końca.